# 殺戮空間3
《殺戮空間3》是2025年第一人称射击游戏，由Tripwire Interactive開發及發行，對應PlayStation 5、Windows、Xbox Series X/S平台。游戏是2016年《杀戮空间2》的续作。
遊戲在Metacritic的匯總得分為68—70分，在OpenCritic的媒體推薦率為37%。

## 外部连接
- 官方网站 （英語）